# Unión (municipalité)
Pour les articles homonymes, voir Union.
Unión est l'une des 25 municipalités de l'État de Falcón au Venezuela. Son chef-lieu est Santa Cruz de Bucaral. En 2011, la population s'élève à 15 660 habitants.

## Géographie

### Subdivisions
La municipalité est divisée en trois paroisses civiles avec, chacune à sa tête, une capitale (entre parenthèses) : 
- El Charal (El Charal) ;
- Las Vegas del Tuy (Las Vegas del Tuy) ;
- Santa Cruz de Bucaral (Santa Cruz de Bucaral).

## Faune et flore
C'est sur le territoire de la municipalité que se trouve le parc national Cueva de La Quebrada del Toro.